# Arctosa pardosina
Arctosa pardosina là một loài nhện trong họ Lycosidae.
Loài này thuộc chi Arctosa. Arctosa pardosina được Eugène Simon miêu tả năm 1898.